# Jérémy Darodes
Jérémy Darodes, né le 15 juin 1987, est un joueur de pétanque français.

## Biographie
Il est gaucher et se positionne en milieu. Dans sa famille, deux membres brillent à la pétanque : son père James et sa sœur Charlotte.

## Clubs
- ?-? : Marennes (Charente-Maritime)
- ?-? : Dolus (Charente-Maritime)
- ?-2009 : Amicale Boule Angérienne Saint-Jean-d'Angély (Charente-Maritime)
- 2010-? : AB Damvilloise (Eure)
- ?-? : Ax-les-Thermes (Ariège)
- ?-? : Royan (Charente-Maritime)
- ?-2019 : Oléron Pétanque Élite (Charente-Maritime)
- 2020- : Pétanque Canuts Lyon (Rhône)
- 2024-: Entente Petanque Mussidan St Medard (Dordogne)

## Palmarès[1],[2]

### Jeunes

#### Championnats d'Europe
Champion d'Europe
- Triplette -18 ans 2004 (avec Tony Perret, Angy Savin et Florent Coutanson) :  Équipe de France
- Tir de précision -18 ans 2004 :  Équipe de France
- Triplette -23 ans 2008 (avec Mathieu Charpentier, Mickaël Jacquet et Jean Feltain) :  Équipe de France
- Triplette -23 ans 2009 (avec Dylan Rocher, Mickaël Jacquet et Jean Feltain) :  Équipe de France

### Séniors

#### Championnats de France
Champion de France
- Doublette 2010 (avec Christophe Sévilla) : AB Damvilloise
- Triplette 2011 (avec James Darodes et Christophe Sévilla) : AB Damvilloise

Finaliste
- Tête à tête 2009 : Amicale Boule Angérienne Saint-Jean-d'Angély

#### Coupe de France des clubs
Finaliste
- 2019 : Oléron Pétanque Elite

#### Millau

##### Mondial à pétanque de Millau (2003-2015)
Vainqueur
- Triplette 2013 (avec Kévin Malbec et Angy Savin)[3]